# Campeonato Mundial de Motocross de 2016
O Campeonato Mundial de Motocross de 2016 é a 60º edição do evento de motocross. Começou em fevereiro, com final em setembro de 2016. O campeonato ocorre com 19 etapas mundiais. O atual defensor é o francês Romain Febvre.

## MXGP
| Rodada | Data         | Grand Prix         | Local                | Corrida 1 Vencedor | Corrida 2 Vencedor | Campeão da rodada | Etapa              |
| ------ | ------------ | ------------------ | -------------------- | ------------------ | ------------------ | ----------------- | ------------------ |
| 1      | 27 fevereiro | Qatar              | Losail               | Tim Gajser         | Tim Gajser         | Tim Gajser        | 2016 MXGP of Qatar |
| 2      | 6 Março      | Thailand           | Suphan Buri          | Romain Febvre      | Romain Febvre      | Romain Febvre     | Report             |
| 3      | 28 Março     | Netherlands        | Valkenswaard         | Tim Gajser         | Romain Febvre      | Romain Febvre     | Report             |
| 4      | 10 April     | Argentina          | Neuquen              | Max Nagl           | Tim Gajser         | Tim Gajser        | Report             |
| 5      | 17 April     | Mexico             | Leon                 | Romain Febvre      | Tim Gajser         | Tim Gajser        | Report             |
| 6      | 1 May        | Latvia             | Kegums               | Tim Gajser         | Romain Febvre      | Tim Gajser        | Report             |
| 7      | 8 May        | Germany            | Teutschenthal        | Tony Cairoli       | Tony Cairoli       | Tony Cairoli      | Report             |
| 8      | 15 May       | Italy              | Pietramurata         | Tony Cairoli       | Romain Febvre      | Tony Cairoli      | Report             |
| 9      | 29 May       | Spain              | Talavera de la Reina | Tim Gajser         | Tim Gajser         | Tim Gajser        | Report             |
| 10     | 5 June       | France             | St Jean d'Angely     | Tim Gajser         | Romain Febvre      | Romain Febvre     | Report             |
| 11     | 19 June      | United Kingdom     | Matterley Basin      | Tim Gajser         | Tim Gajser         | Tim Gajser        | Report             |
| 12     | 26 June      | Italy              | Mantova              | Tim Gajser         | Tim Gajser         | Tim Gajser        | Report             |
| 13     | 24 July      | Czech Republic     | Loket                | Max Nagl           | Max Nagl           | Max Nagl          | Report             |
| 14     | 31 July      | Belgium            | Lommel               | Max Nagl           | Tim Gajser         | Kevin Strijbos    | Report             |
| 15     | 7 August     | Switzerland        | Frauenfeld           | Tony Cairoli       | Tim Gajser         | Tony Cairoli      | Report             |
| 16     | 28 August    | Netherlands        | Assen                | Shaun Simpson      | Tony Cairoli       | Clément Desalle   | Report             |
| 17     | 3 September  | United States East | Charlotte            | Eli Tomac          | Eli Tomac          | Eli Tomac         | Report             |
| 18     | 11 September | United States West | Glen Helen           | Eli Tomac          | Eli Tomac          | Eli Tomac         | Report             |